# أوليفر صموئيل
أوليفر صموئيل (بالإنجليزية: Oliver Samuel)‏ هو سياسي نيوزلندي، ولد في 1849، وتوفي في 11 يناير 1925. انتخب عضو مجلس النواب النيوزيلندي.